# Le jour et la nuit
Le jour et la nuit è un film del 1997 diretto da Bernard-Henri Lévy.

## Trama
Alexandre (Alain Delon) è uno scrittore in pensione che vive da monarca nelle profondità del Messico circondato dalla sua corte (personaggi strani e misteriosi), allontana la noia con alcol, boxe, donne e mongolfiera. Desiderosi di acquisire i diritti di adattamento del primo romanzo di Alexandre, il produttore cinematografico Filippi (Karl Zéro) e la sua attrice Laure (Arielle Dombasle) arrivano presto nella vita del celebre autore. Alexandre e Laure gradualmente si avvicinano e scatenano passioni estreme nel cuore della comunità.

## Accoglienza
Quando il film è stato presentato in anteprima al 47º Festival Internazionale del Cinema di Berlino nel 1997, centinaia di giornalisti sono usciti dalla proiezione mentre quelli che sono rimasti hanno ridicolizzato il film. Le jour et la nuit è stato considerato il peggior film francese dal 1945 dalla rivista Cahiers du cinéma e considerato come un possibile "peggior film della storia" dalla versione francese di Slate.
Sul fallimento e sulle recensioni negative del film è stato anche realizzato un documentario nel 2010 dal titolo Anatomy of a Massacre. In esso sono presenti anche gli interventi degli attori che hanno recitato nel film.